# Espodumena
L'espodumena és un mineral silicat del subgrup dels clinopiroxens. Està formada per liti, alumini, silici i oxigen. És una mena de liti. Pot ser des d'incolora a groga, porpra, lila (kunzita) verdosa, o verd maragda (hiddenita). Pot arribar a formar cristalls prismàtics que poden assolir dimensions relativament grans. S'han trobat cristalls de fins a 14,3 m a les Black Hills, Dakota del Sud, EUA.
A baixes temperatures, es forma la α-espodumena, que cristal·litza en el sistema monoclínic, mentre que l'espodumena d'alta temperatura cristal·litza en el sistema tetragonal. L'espodumena canvia de la seva forma alfa a la seva forma beta a una temperatura de 900 °C. Els cristalls solen presentar estries ubicades paral·lelament a l'eix principal.

## Descobriment i presència de l'espodumena
L'espodumena es va descriure per primer cop l'any 1800 a la que avui en dia és la seva localitat tipus: Utö, Södermanland, Suècia. Va ser descoberta pel naturalista brasler Jose Bonifacio de Andrada e Silva. El nom deriva del grec spodumenos (σποδυμενος) que significa "cremat fins a les cendres" degut a l'aparença opaca i de color gris-cendra que presenta el material refinat a partir del mineral que s'usa en la indústria.
L'espodumena es troba present en granits rics en liti, pegmatites i aplites. Es pot trobar associada amb diferents minerals com el quars, l'albita, la petalita, l'eucriptita, la lepidolita i el beril.

## Importància econòmica

### Com a mena de liti
L'espodumena és una font important de liti utilitzat en la indústria ceràmica, la indústria mòbil, les bateries i la medicina. El liti s'extreu de l'espodumena mitjançant àcid.
La producció mundial de liti a partir de l'espodumena ronda les 80.000 tones per any, principalment de la mina Talison, pegmatita de Greenbushes, Austràlia, i algunes de la Xina i de Xile. La mina Talison té unes reserves calculades de 13 milions de tones.

### Com a gemma
Els minerals transparents s'utilitzen com a gemmes, com algunes varietats de kunzita i hiddenita conegudes pel seu gran pleocroïsme. Les localitats on es troben són l'Afganistan, Austràlia, el Brasil, Madagascar, el Pakistan, el Quebec al Canadà i Carolina del Nord i Califòrnia als EUA.

### Varietats gemmològiques

#### Hiddenita
La hiddenita és una gemma de color verd maragda clar, trobada per primer cop al Comtat Alexander, a Carolina del Nord, EUA. El color que rep aquesta gemma és a conseqüència del seu contingut de crom que entra a l'estructura com a impuresa (tal com passa amb la maragda). No totes les espodumenes verdes deuen el seu color al contingut de crom, en aquests casos solen tenir colors verds més clars i no es consideren hiddenites.

#### Kunzita
La kunzita és una gemma de color rosa a lila, una varietat d'espodumena amb traces de manganès que li donen el seu característic color. En alguns casos, la kunzita s'ha escalfat o irradiat per a ressaltar el seu color. La majoria de kunzites es decoloren quan els toca la llum del Sol. La kunzita va ser descoberta l'any 1902, i va ser anomenada per George Frederick Kunz, joier de Tiffany & Co i notable mineròleg. S'ha trobat al Brasil, EUA, Canadà, Mèxic, Suècia, Austràlia, Afganistan i Pakistan.

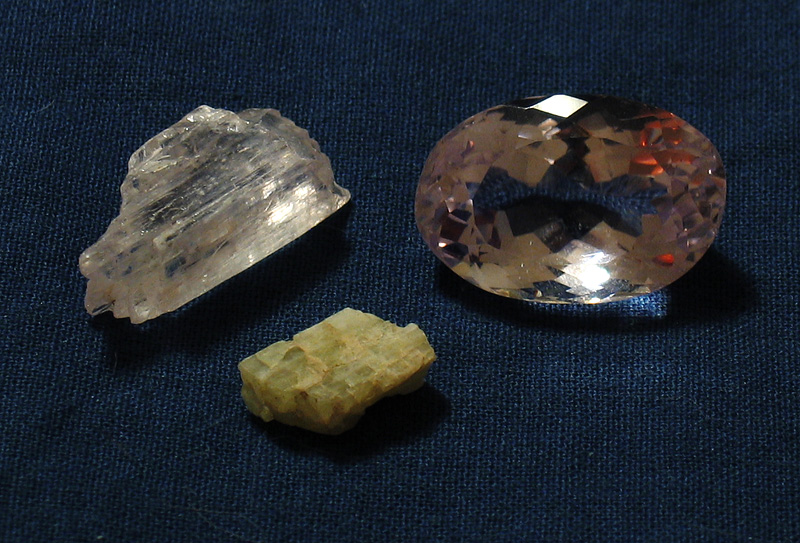
Cristalls incolors de kunzita (a dalt a l'esquerra), kunzita rosa tallada (a dalt a la dreta) i un cristall verd de hiddenita (a sota); [escala desconeguda]
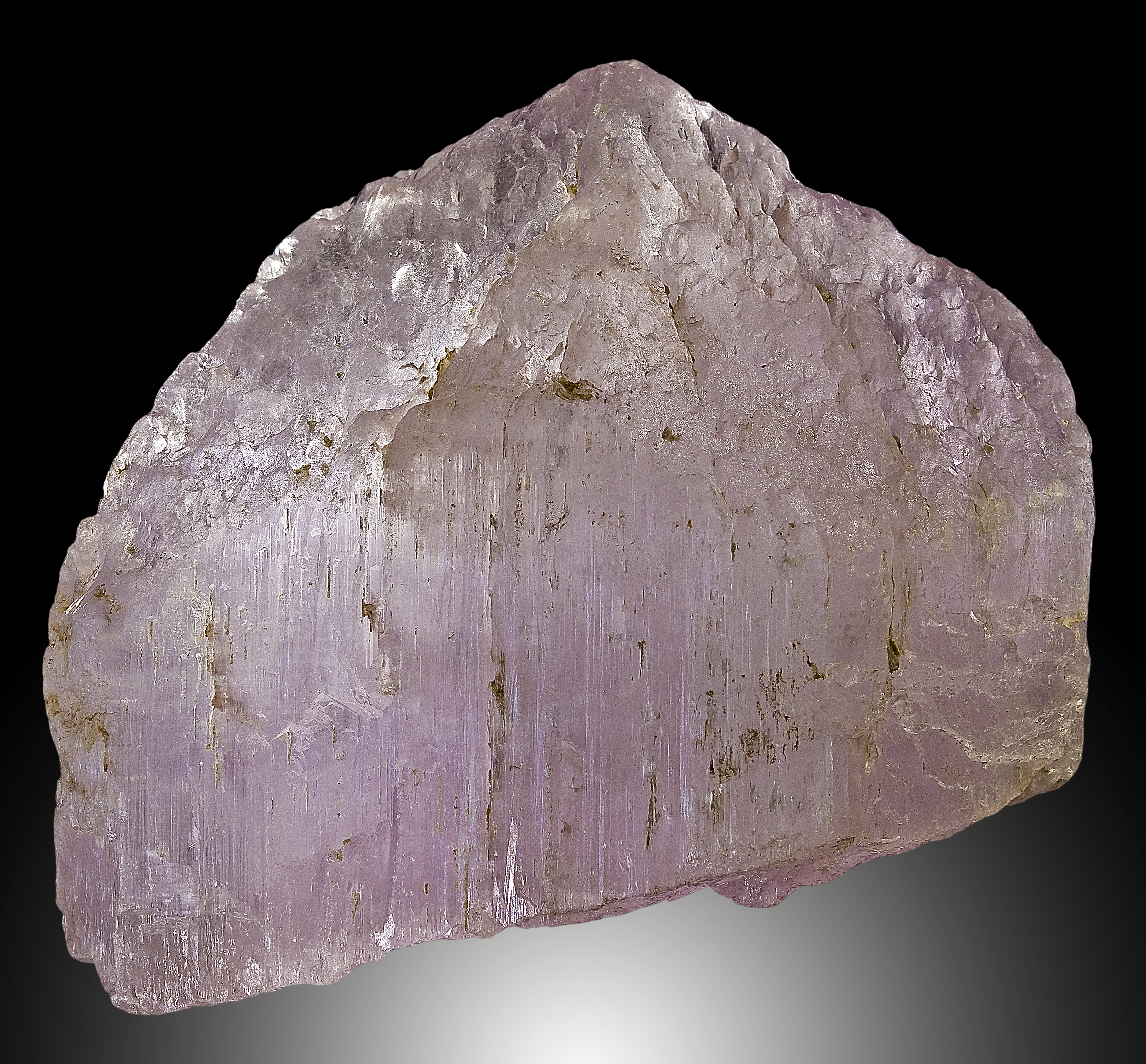
Kunzita Nouristan